# Cinzia Cavazzuti
Cinzia Cavazzuti, née le 12 septembre 1973 à Modène, est une judokate italienne.

## Palmarès international en judo
| Championnats d’Europe | Championnats d’Europe | Championnats d’Europe |
| Année                 | Médaille              | Catégorie             |
| --------------------- | --------------------- | --------------------- |
| 1999                  | bronze                | –57 kg                |
| 2001                  | bronze                | –57 kg                |
| 2002                  | or                    | –57 kg                |
| 2004                  | bronze                | –57 kg                |
| Jeux méditerranéens   |                       |                       |
| Année                 | Médaille              | Catégorie             |
| 2001                  | or                    | –57 kg                |